# Hans Zender
Johannes "Hans" Wolfgang Zender (Wiesbaden, 22 de novembro de 1936 – Meersburg, 22 de outubro de 2019) foi um compositor e maestro alemão.